# 豊通鋼管
豊通鋼管株式会社（英: TOYOTSU STEEL PIPE & TUBULAR PRODUCTS CO.,Ltd）は、豊田通商グループの豊通鉄鋼販売が100%出資する鋼管メーカーである。愛知県大府市東新町に本社を置く。

## 沿革
- 1965年10月 - 愛知県大府市にて、資本金1,000万円をもって愛知鋼管工業株式会社を設立。
- 1969年9月 - 建物3棟・自動先付機、伸管機2台等、諸設備増設を開始。
- 1976年6月 - 3本引き伸管機・大型先付機及び渦流探傷機の導入、工場建屋増築。
- 1982年9月 - 資本金を1億9,800万円とする。
- 1983年10月 - 事務所、厚生棟新築。
- 1989年
  - 3月 - 排水処理設備、自動酸洗設備更新完了。
  - 11月 - 事務所棟増築。
- 1990年4月 - 愛知県半田市に株式会社エイケーテックを設立。
- 1996年3月 - エイケーテック第二工場完成。
- 1999年7月 - エイケーテックNC工場完成。
- 2000年　
  - 7月 - エイケーテックを吸収合併。
  - 8月 - ISO 9002：1994年版認証取得（引抜鋼管事業）。
- 2001年12月 - ISO 14001認証取得：1996年版認証取得。
- 2002年11月 - ISO 9001：2000年版移行（全社）。
- 2003年3月 - 豊田通商の100％子会社となる。
- 2005年7月 - ISO 14001:2004年版移行。
- 2006年5月 - 愛知県豊田市にて豊田工場が完成。
- 2007年
  - 5月 - 豊田工場にてISO 9001認証取得。
  - 10月 - 豊田第2工場完成。
- 2009年10月 - ISO 9001：2008年版に移行。
- 2012年
  - 4月 - 営業部をセンチュリー豊田ビルに開設
  - 12月 - 豊田通商鋼管グループの一部営業と豊通鉄鋼販売営業第三部を統合。ISO 14001：全拠点認証取得。
- 2013年4月 - 社名を豊通鋼管株式会社に変更。資本金を3億1,000万とする。
- 2016年4月 - 会社分割により豊通鉄鋼販売へ営業部を移管。
- 2017年11月 - ISO 9001：2015年版に移行。
- 2018年4月 - 豊通鉄鋼販売の100%子会社となる。

## 事業内容
- 各種鋼管の販売[1]
- 引抜鋼管の製造加工[1]
- 鋼管切断加工[1]

## 事業所
- 本社 - 愛知県大府市東新町3丁目9番地
- 半田工場 - 愛知県半田市潮干町1番地15
- 豊田工場 - 愛知県豊田市藤岡飯野町大川ヶ原1143-1